# Cronak
Il processo Cronak è un comune processo di cromatazione sviluppato nel 1933 da Ernest John Wilhelm, della The New Jersey Zinc Company. Consiste nell'immersione di un manufatto di zinco, o zincato, per un tempo che va dai 5 ai 15 secondi, in una soluzione acquosa di cromato a temperatura ambiente (20 °C). Tipicamente la soluzione è preparata con 200 g di sodio dicromato e dai 6 ai 9 ml di acido solforico per litro. Il processo è stato brevettato presso lo USPTO (l'ufficio brevetti americano) il 24 marzo 1936, con numero 2035380.